# Сулейманія (провінція)

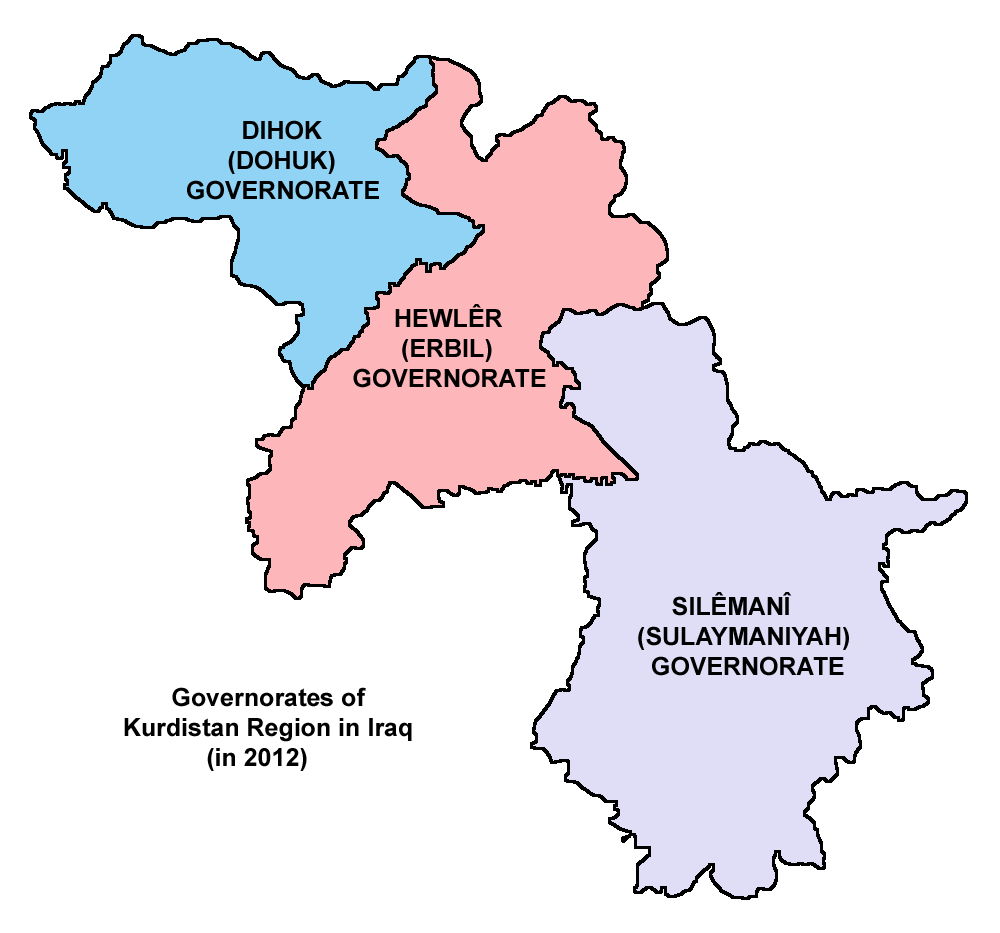

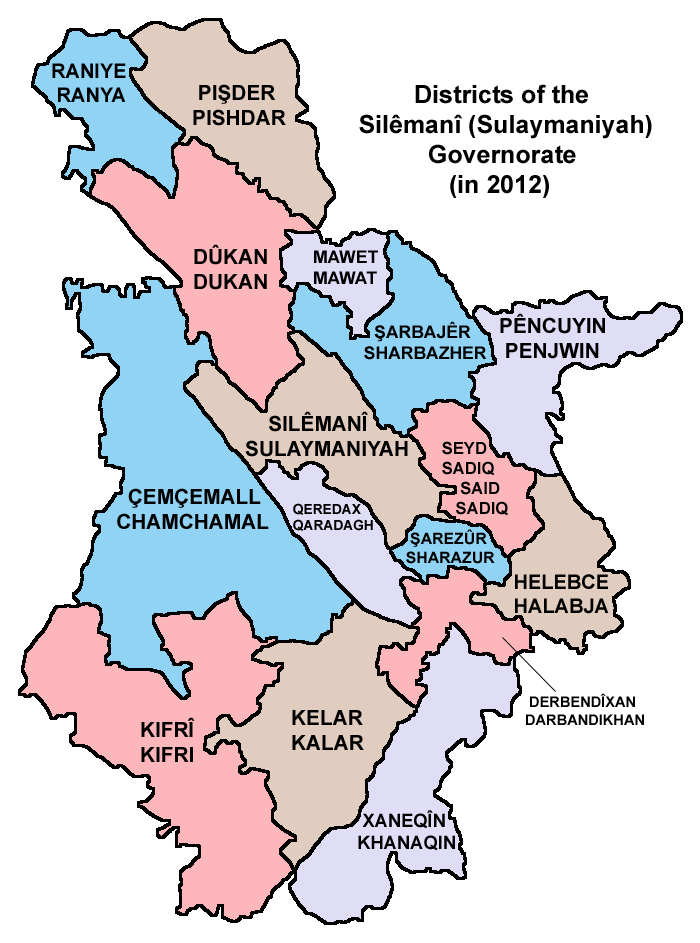

Сулейманія (курд. Silêmanî, араб. محافظة السليمانية) — провінція (мухафаза) на північному сході Іраку, територія якої населена переважною більшістю етнічними Курдами. З 1991 року входить до складу територій Вільного Курдистану (на сьогодні Федеральний Курдистанський Регіон). Підпорядковується адміністрації Патріотичного Союзу Курдистану. Столиця провінції Сулейманія. Інші великі міста - Чамчамаль, Халабджа, Ранія, Калят-Діза, Пенджвін, Келлар, Дарбандихан. 
| Ірак | Це незавершена стаття з географії Іраку. Ви можете допомогти проєкту, виправивши або дописавши її. |